# Irena Pelková
Irena Pelková (* 16. prosince 1965 Zlín) je česká ekonomka a manažerka, od prosince 2022 pověřená a od srpna 2023 řádná ředitelka Městského divadla Zlín.

## Život
Narodila se ve Zlíně, s rodiči nejprve bydleli v obci Lípa na Zlínsku. Následně se přestěhovali a základní školní docházku dokončila v Uherském Hradišti, kde také absolvovala střední ekonomickou školu.[zdroj?]
Po škole pracovala jako účetní v soukromé sféře a dálkově vystudovala vysokou školu v Bratislavě (získala titul Ing.), po jejím absolvování působila jako ekonomická náměstkyně. V letech 2007 až 2023 vedla ekonomický úsek Městského divadla Zlín, zažila tak tři ředitele divadla (Antonín Sobek, Petr Michálek a Josef Morávek).
Když byl Josef Morávek ze své funkce ředitele divadla v prosinci 2022 odvolán, byla pověřena vedením divadla. V roce 2023 se pak přihlásila do výběrového řízení na místo nového ředitele/ředitelky divadla. Výběrová komise ji pak ze tří zájemců jednoznačně doporučila a Rada města Zlína ji do funkce ředitelky Městského divadla Zlín s účinností od 1. srpna 2023 jmenovala.